# Millie Bright
Millie Bright (Killamarsh, 21 agosto 1993) è una calciatrice inglese, difensore del Chelsea e della nazionale inglese. Con le Blues, con le quali ha superato le 100 presenze in campionato nella stagione 2020-2021, ha vinto per sei volte campione d'Inghilterra e per cinque volte la FA Women's Cup. Con la nazionale ha vinto il campionato europeo nel 2022 e la Finalissima nel 2023.
Il 30 dicembre 2023 è stata insignita dell'onorificenza di Ufficiale dell'Ordine dell'Impero Britannico.

## Carriera

### Club

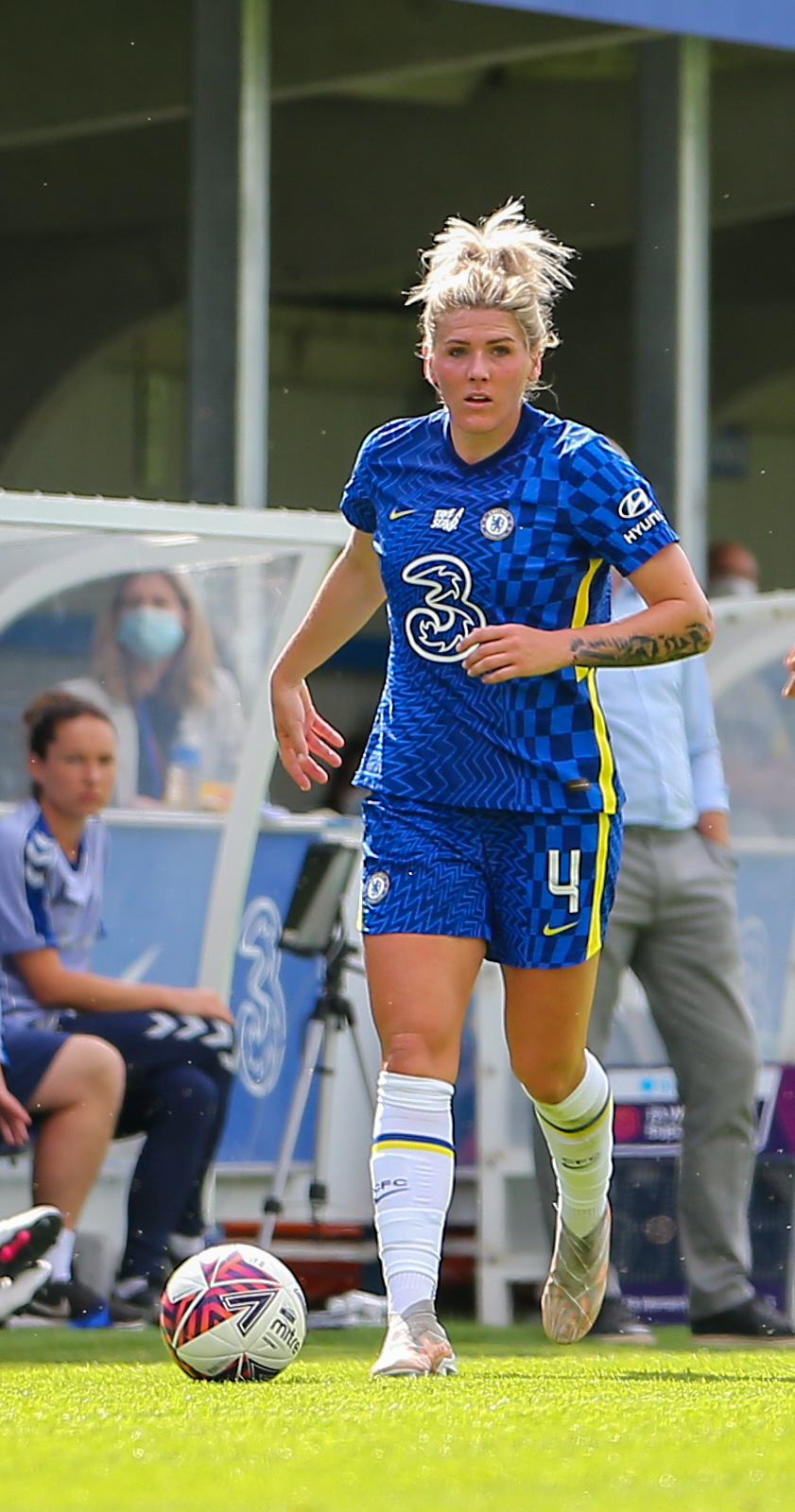
Bright con la maglia del nel settembre 2021.

Millie Bright si appassiona al calcio fin da giovanissima, giocando inizialmente per il Killamarsh Dynamos, squadra della città natia, prima di trasferirsi al Sheffield Utd e giocando nelle sue formazioni giovanili.
Nel 2009 si trasferisce al Doncaster Rovers Belles, società con la quale rimane legata fino al termine della stagione 2013 con la sola parentesi del passaggio in prestito al Leeds Carnegie per le stagioni dal 2011 al 2012.
Nel dicembre 2014, Bright ha sottoscritto un contratto con il Chelsea per indossare la maglia delle blues per la stagione 2015. Alla sua prima stagione ha condiviso con le compagne la conquista del primo posto in campionato, grazie alle dieci vittorie, due pareggi e due sconfitte, venendo impiegata dal tecnico Emma Hayes in 14 occasioni per un totale di 906 minuti. Grazie al risultato la squadra ottiene la qualificazione all'edizione 2016-2017 della UEFA Women's Champions League per la seconda volta nella sua storia sportiva. Nel 2015 gioca inoltre la prima finale della FA Women's Cup disputata a Wembley, il 1º agosto, davanti a un record di presenze di 30 710 spettatori. In quell'occasione le londinesi sconfiggono il Notts County per 1-0, vincendo il primo importante trofeo della loro storia al femminile.

### Nazionale

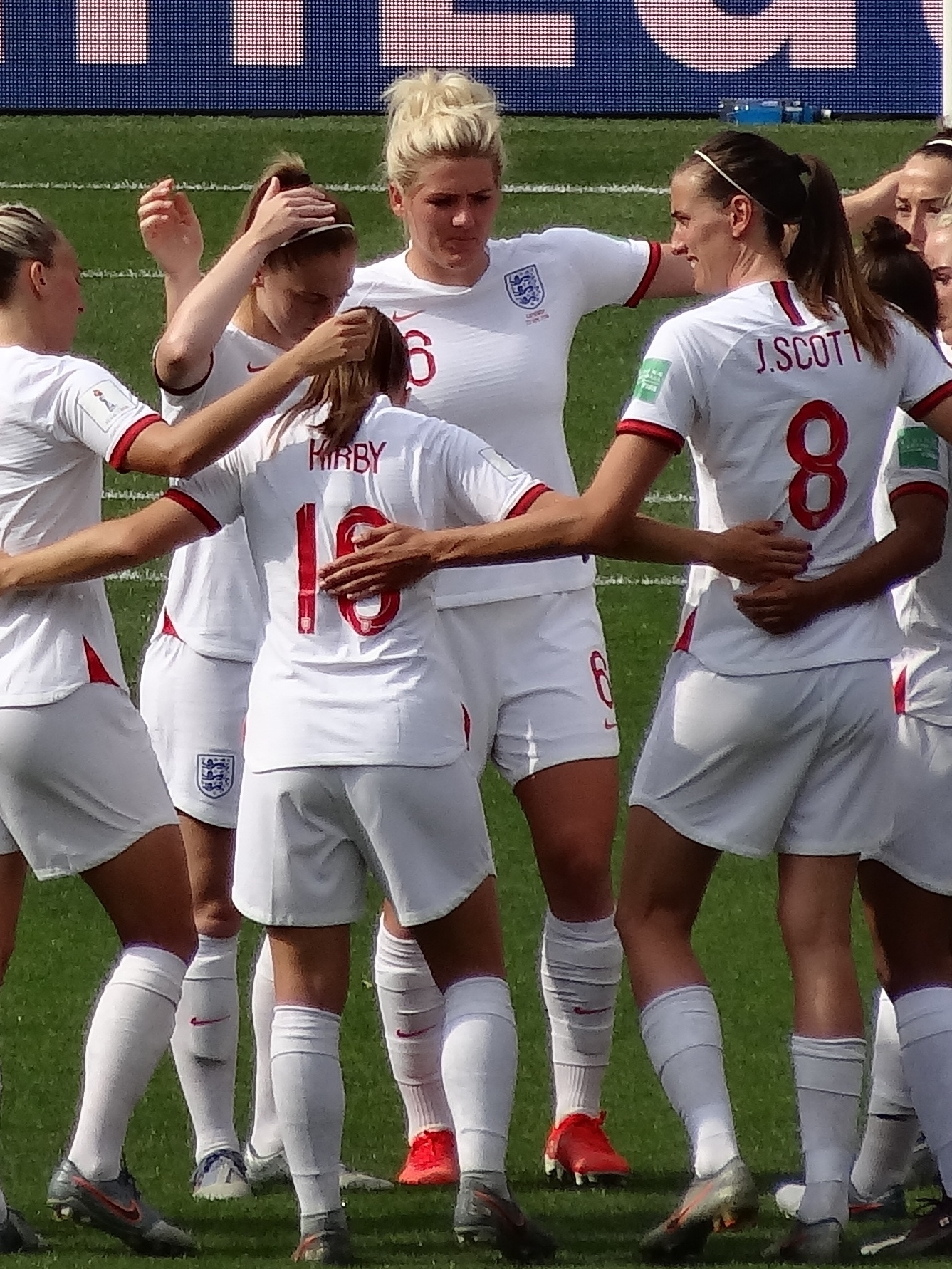
Bright, al centro, con la maglia della nazionale inglese mentre festeggia con le compagne la vittoria per 3-0 sul durante il Mondiale di Francia 2019.

Bright inizia ad essere convocata dalla Federcalcio inglese (The FA) fin dal 2011, vestendo inizialmente la maglia della formazione Under-19 in cinque occasioni tra il 2011 e il 2012, passando all'Under-23 dall'anno successivo. Con quest'ultima, nel giugno 2016 segnò il calcio di rigore con cui la sua nazionale si assicurò la vittoria nella finale della Nordic Cup sulle pari età degli Stati Uniti.
In quello stesso anno il ct Mark Sampson la inserisce in rosa con la nazionale maggiore impegnata nella fase di qualificazione all'Europeo dei Paesi Bassi 2017, dove fa il suo debutto il 20 settembre 2016 rilevando la compagna di club Karen Carney all'ultimo minuto in occasione dell'incontro vinto dall'Inghilterra per 2-0 sul Belgio.
Dall'anno successivo Sampson la convoca con regolarità, disputando la SheBelieves Cup 2017, dove gioca in tutti i tre incontri della sua nazionale concludendo il torneo al 3º posto, e oltre a maturare un buon numero di presenze in amichevoli, dopo essere stata confermata in rosa con le giocatrici in partenza per i Paesi Bassi viene impiegata in tutti i cinque incontri dell'Inghilterra che, dopo aver concluso al primo posto, da imbattuta, il gruppo D nella fase a gironi, supera di misura la Francia ai quarti di finale ma viene eliminata in semifinale dai Paesi Bassi, nazionale che poi si aggiudicherà il torneo.
L'arrivo sulla panchina della nazionale di Mo Marley, chiamata a sostituire ad interim il dimissionario Sampson coinvolto nell'inchiesta nel suo presunto atteggiamento razzista nei confronti di alcune sue giocatrici, non muta la fiducia nel difensore che viene confermata in rosa anche da Phil Neville, diventato ufficialmente ct delle Lionesses dal gennaio 2018.
Da allora disputa l'edizione 2018 della SheBelieves Cup, dovendo rinunciare a quella successiva, dove l'Inghilterra si aggiudica il trofeo, sostituita da Gemma Bonner nel febbraio 2019 in quanto infortunata, ma ristabilitasi in tempo per essere inserita nella rosa, comunicata l'8 maggio, delle 23 calciatrici convocate per il Mondiale di Francia 2019. In quell'occasione viene impiegata in due delle tre partite giocate dall'Inghilterra nella fase a gironi, così come negli ottavi di finale, vittoria per 3-0 sul Camerun, nei quarti di finale, vittoria ancora per 3-0 sulla Norvegia,e nella semifinale persa 2-1 con gli Stati Uniti, dove viene espulsa per doppia ammonizione all'86' saltando così la finale per il terzo posto.
Sotto la direzione tecnica di Hege Riise, che ha rilevato ad interim Neville dal gennaio 2021, ha indossato per la prima volta la fascia di capitano dell'Inghilterra il 13 aprile 2021, nell'amichevole persa 2-0 con il Canada e in seguito è stata inserita da Riise, che ha assunto anche l'incarico di ct della selezione femminile della Gran Bretagna, anche nella rosa delle 22 convocate per l'Olimpiade di Tokyo 2020.
È stata nuovamente chiamata a capitanare la squadra dal nuovo ct Sarina Wiegman nei due incontri di novembre 2021 del gruppo D della zona UEFA al Mondiale di Australia e Nuova Zelanda 2023 contro Austria e Lettonia.

## Palmarès

### Club
- Campionato inglese: 8

Chelsea: 2015, 2017, 2017-2018, 2019-2020, 2020-2021, 2021-2022, 2022-2023, 2023-2024
- FA Women's Cup: 5

Chelsea: 2014-2015, 2017-2018, 2020-2021, 2021-2022, 2022-2023
- FA Women's League Cup: 2

Chelsea: 2019-2020, 2020-2021
- FA Women's Community Shield: 1

Chelsea: 2020

### Nazionale
- Arnold Clark Cup: 2

2022, 2023
- Campionato d'Europa: 1

2022
- Arnold Clark Cup: 1

2023